# Kungen och jag (film)
Kungen och jag (engelska: The King and I) är en amerikansk musikalfilm från 1956 i regi av Walter Lang. I huvudrollerna ses Deborah Kerr, Yul Brynner, Rita Moreno och Martin Benson. Filmen är baserad på musikalen med samma namn. Den nominerades till nio Oscars och vann fem. Filmen placerade sig på elfte plats på listan AFI's Greatest Movie Musicals.

## Handling
Efter att Anna Leonowens man gått bort, flyttar hon med sin son från England till Siam (nuvarande Thailand) för att arbeta som lärare åt kungens barn.

## Rollista i urval
| Deborah Kerr    | – Anna Leonowens       |
| Yul Brynner     | – Kung Mongkut av Siam |
| Rita Moreno     | – Tuptim               |
| Martin Benson   | – Kralahome            |
| Terry Saunders  | – Lady Thiang          |
| Rex Thompson    | – Louis Leonowens      |
| Carlos Rivas    | – Lun Tha              |
| Patrick Adiarte | – Prins Chulalongkorn  |
| Alan Mowbray    | – Sir John Hay         |
| Geoffrey Toone  | – Sir Edward Ramsay    |

## Utmärkelser
Oscar
- Vann: Bästa manliga skådespelare (Yul Brynner)
- Vann: Bästa scenografi (John DeCuir, Lyle R. Wheeler, Walter M. Scott, Paul S. Fox)
- Vann: Bästa kostym (Irene Sharaff)
- Vann: Bästa musik (Alfred Newman)
- Vann: Bästa ljudinspelning (Carlton W. Faulkner)
- Nominerad: Bästa kvinnliga skådespelare (Deborah Kerr)
- Nominerad: Bästa foto, färg (Leon Shamroy)
- Nominerad: Bästa regi (Walter Lang)
- Nominerad: Bästa film (Charles Brackett)

Golden Globes
- Vann: Bästa film, musikal eller komedi
- Vann: Bästa kvinnliga skådespelare, musikal eller komedi (Deborah Kerr)
- Nominerad: Bästa film som förespråkar internationell förståelse
- Nominerad: Bästa manliga skådespelare, musikal eller komedi (Yul Brynner)